# Djef Blok
Jozef Vandekerkhove ook wel Djef Blok (Ingelmunster, 9 oktober 1940) is een Belgisch beeldhouwer met een cartoonachtige stijl, die na zijn selectie voor de Biënnale van Florence ruimere belangstelling kreeg. Hij stelde er uiteindelijk niet tentoon wegens het te hoge inschrijvingsgeld.

## Biografie
Hij was de derde (van vijf) uit een meubelmakersgezin dat in Ingelmunster woonde. Hij is de neef van oud-eerste schepen van Ingelmunster Albert Debacker en broer van architect Gilbert Vandekerkhove en kask-docent Henk Vandekerkhove. Zijn vader George had een ruim atelier en de winkel "meubeldroom" waar ze meubels maakten en aan de man brachten. Na een technisch opleiding in het VTI te Kortrijk huwde Jozef en stapte mee in de winkel van zijn ouders. Na enige tijd verhuisde hij naar Serskamp om 23 jaar lang les te geven aan het Technisch Instituut Scheppers te Wetteren. Djef Blok heeft twee zonen en een dochter.

## Werken[3]
- Sint-Barbara, jeugdwerk
- Tis goed in eigen hert te kijken. jeugdwerk naar Alice Nahon
- Vest koppel, (1984)
- Abstract koppel, Ceder (1990)
- Peren koppel, ceder (1992)
- Familieportret, Oregon (1995)
- Wormenkus, Ceder (1995)
- Getekend koppel, Ceder(1996)
- Tuinbeeld Carrara, Marmer (1996)
- Beknot koppel, (1996)
- Blasé koppel, Els (1996)
- Strip koppel, Afzelia (1997)
- Body, ceder (1997)
- Tweemaal kussen, Els (1998)
- Veronica Panni, (2000)
- De drie wijzen, Larix (2001)
- De kleren van de baders, (2001)
- Voor de badkamerspiegel, Larix (2001)
- de rechtvaardige rechters, Larix, (2001)
- Ikaros, Larix (2002)
- Het groot gelijk, Larix (2002)
- Wereldverbeteraar, (2002)
- Eén, (2002)
- Door hetzelfde oog kijken, (2003)
- Narcissus vandaag, (2004)
- Wij smelten samen, Larix (2005)
- Paspoppen in koor, Larix en Eik (2006)
- In de ring, Larix (2007)
- Zonnebloem, Perenhout (2008)
- Eenzaamheid, (2009)
- Paskoppel puur natuur, (2009)
- Frivool I, larix (2009)
- Frivool II, larix (2009)
- Paskoppel in hun vrije tijd, (2009)
- Paskoppel met vakantie, (2010)
- Paskoppel in de morgen, (2010)
- Paskoppel op hun paasbest, (2010)
- Vive la belgique, (2011)
- Wij smelten samen,Azobé (2011)

## Tentoonstellingen[4]
- “L'art dans les Ardennes Flamandes” te Rambervillers in 1977
- Kluisbergen in 1988
- “De Destelhoeve” te Schellebelle in 1989
- “Le Relais de la Forge” te Cielle (La Roche-en-Ardenne) in 1993
- “Abdij van Affligem” te Affligem in 1998
- Pius X college te Zele in 1999
- Gemeentehuis Serskamp te Wichelen in 2000
- "Vanlubeck" te Heiloo (Nederland) in 2004
- "Galerij Vocar" te Breendonk in 2009
- 5 x anders te Veurne in 2010
- Sociaal Huis te Wichelen in2011

## Erkentelijkheden
- 4de plaats Symposium te Hojer Emmerlev Klev (Denemarken) in 2009[5][6]
- Nominatie voor de Biënnale van Firenze[7]